# Межрелигиозная конференция метрополии Вашингтон

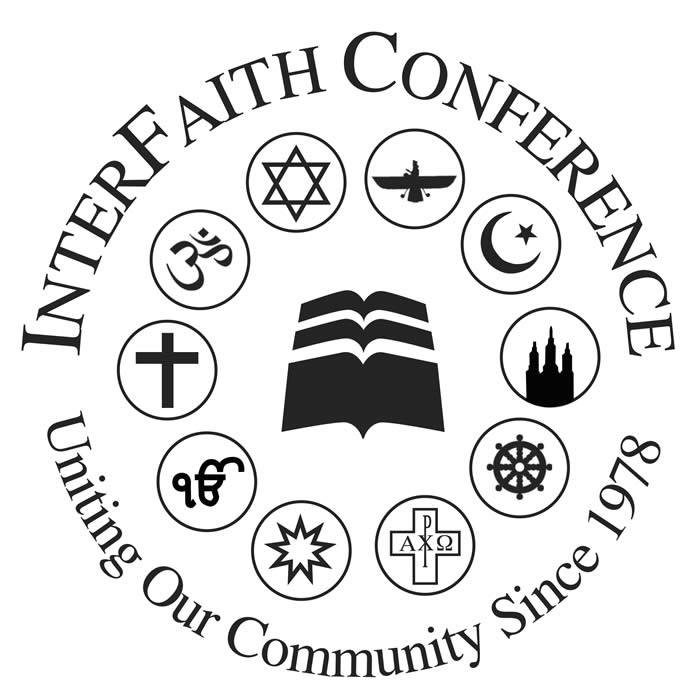
логотип МРК

Межрелигиозная конференция метрополии Вашингтон (МРК; англ. Interfaith Conference of Metropolitan Washington) — организация объединяющая 11 исторических религиозных общин в целях содействия диалогу, взаимопониманию, толерантности и чувству общности среди людей различных вероисповеданий и чтобы работать совместно для социальной и экономической справедливости в Вашингтонской агломерации.

## Общие сведения
Члены МРК: бахаисты, буддисты, индуисты, исламисты, джайнисты, евреи, Святые последних дней, протестанты, католики, сикхи, зороастрийцы и другие вероисповедальческие общины. Работа идёт в направлении создания справедливого сообщества, путями: создания коалиций, воспитания, обучения и пропаганды, объединения различных лидеров веры, «говорить и действовать сообща», связей с другими группами, публикаций общинных ресурсов и проведения публичных мероприятий с участием музыки, церемоний вручения наград и лекций. Работа идёт на углубление взаимного межконфессионального взаимопонимания, через вдумчивый диалог.
МРК считает своим долгом защищать религиозную свободу посредством образования и просвещения, пропаганды и политики. Сотрудники и члены МРК доступны в качестве докладчиков и участников приходов семинара, школ, общественных и других групп, заинтересованных в развитии взаимопонимания между людьми разных вероисповеданий и традиций.
Для молодежи, МК участвует и приводит сервисные программы, где молодые люди из многих конфессий собраются вместе для очистки окружающей среды, помогают строить дома малообеспеченным семьям и делать другие социально конструктивные проекты, чтобы с течением времени узнать друг о друге больше. МФК спонсирует стипендии ежегодного конкурса сочинений для средней школы, студентов и аспирантов, исходя из ежегодной серии лекций на тему «пересечение веры и социальной справедливости».
МРК, наряду с Высшей школой исламских и общественных наук (en:Graduate School of Islamic and Social Sciences), является аффилированным членом Вашингтонского теологического консорциума (en:Washington Theological Consortium).

## Члены[1]

### Бахаизм
- The Baha’i Community of Metropolitan Washington[2]

### Буддизм
- en:The Buddhist Network of Metropolitan Washington, DC[3][4]

### Индуизм/Джайнизм
- en:Association of United Hindu and Jain Temples[5]

### Исламизм
- en:All Dulles Area Muslim Society[6]
- en:Dar Al-Hijrah Islamic Center[7]
- Исламский центр в Вашингтоне[8]
- en:Masjid Muhammed[9][10]
- en:Muslim Community Center[11]

### Иудаизм
- Американский еврейский комитет (en:American Jewish Committee)[12]
- en:Jewish Community Council of Greater Washington[13][14]
- Вашингтонский совет раввинов (en:Washington Board of Rabbis)[15]

### Церковь Иисуса Христа Святых последних дней
- Washington Metropolitan Area Regions[16]

### Протестантизм
- en:African Methodist Episcopal (ChurchAfrican Methodist Episcopal, Second Episcopal District)[17]
- en:African Methodist Episcopal Zion Church (African Methodist Episcopal Zion, Washington District)[18]
- en:Baptist Association of Southern Maryland
- en:Baptist Convention of DC and Vicinity[19]
- en:Christian Church-Capital Area (Disciples of Christ)[20]
- en:Church of the Brethren, Mid-Atlantic Region (en:Districts of the Church of the Brethren)
- en:Church of God in Christ, Washington DC Jurisdiction[21]
- en:Church of our Lord Christ, Bibleway Worldwide (en:Bible Way Church of Our Lord Jesus Christ)[22]
- en:Council of Churches of Greater Washingtonv[23]
- en:Council of Community Churches (en:International Council of Community Churches)[24]
- en:DC Baptist Convention[19]
- en:Episcopal Diocese of Washington
- en:Evangelical Lutheran Church of America Metro Washington, DC Synod[25]
- en:National Capital Baptist Convention[26]
- en:National Capital Presbytery[27]
- en:Northern Virginia Baptist Association[28]
- en:Potomac River Baptist Association[29]
- Квакеры
- en:United Church of Christ, Potomac Association[30]
- en:United Methodist Church, Baltimore-Washington Annual Conference (en:Annual Conferences of the United Methodist Church)[31]

### Католицизм
- Архиепархия Вашингтона

### Сикхизм
- en:Guru Gobind Singh Foundation (Сингх, Гобинд)[32]

### Зороастризм
- en:Zoroastrian Association of Metropolitan Washington, Inc.[33]